# París-Roubaix 1973
La 71.ª edición de la París-Roubaix tuvo lugar el 15 de abril de 1973 y fue ganada en solitario por tercera vez por el belga Eddy Merckx.

## Clasificación final
| Posición | Ciclista            | Equipo                     | Tiempo     |
| -------- | ------------------- | -------------------------- | ---------- |
| 1        | Eddy Merckx         | Molteni                    | 7h 28' 43" |
| 2        | Walter Godefroot    | Flandria-Shimano-Carpenter | + 2' 20"   |
| 3        | Roger Rosiers       | Bic                        | m. t.      |
| 4        | Walter Planckaert   | Watney-Maes                | + 7' 18"   |
| 5        | Freddy Maertens     | Flandria-Shimano-Carpenter | m. t.      |
| 6        | Frans Verbeeck      | Watney-Maes                | + 7' 46"   |
| 7        | Roger de Vlaeminck  | Brooklyn                   | m. t.      |
| 8        | Herman Van Springel | Rokado                     | m. t.      |
| 9        | Régis Delépine      | Gan-Mercier-Hutchinson     | + 11' 53"  |
| 10       | Raymond Poulidor    | Gan-Mercier-Hutchinson     | m. t.      |